# 豪賭
《豪賭》是倪匡筆下衛斯理系列之一，編號109。講述年羹堯的必勝石的故事。所謂「逢賭必勝」的「必勝石」讓每一個持有者都戰無不勝。清朝大臣年羹堯被雍正帝抄家後，「必勝石」失蹤了。直到百年後，它落到某個方面大耳的年輕人手中...

## 故事大綱
據說清朝的年羹堯有一塊「必勝石」，憑藉此石。他逢賭必勝。年羹堯被雍正帝满門抄斬後。此石不知所踪。後來此石行蹤不明。輾轉去到當代領導人(指毛澤東)手上，他憑借著此必勝石的力量，奇蹟不斷，多次在眼看會輸得一敗塗地的境地。反敗為勝，在不到三十年內。成為一千萬平方公里、數以億計人民的主宰，堪稱是20世紀全地球最大的贏家。然而史上傳說有此石的人，似乎都贏了一時卻沒有贏永久，是否此石需要使用才有其效果，而人往往會在特定情勢下選擇不使用，所以從此觀之「必勝石」是否是存在之物。還是僅為世人的牽強穿鑿附會?

## 登場角色
- 生念祖 - 根正苗紅的二世祖。性格極度憊懶。打贏不饒人。打輸就耍賴。無意獲得一張藏寶圖。指示必勝石的藏寶地點。志在必得。
- 董事長 - 衛斯理的舊識。因兒子生念祖尋找必勝石的野心。請求衛斯理幫忙。
- 衛斯理 - 被董事長找來幫忙尋寶。百般無奈。
- 老人家 - 拄著拐杖的老人。用杖責打二世祖。對生念祖的管教毫不留情。

## 作者想表達的想法
- 據說清朝的年羹堯有一塊「必勝石」，憑藉此石他逢賭必勝。
- 年羹堯被雍正帝满門抄斬後。此石不知所踪。
- 後來此石行蹤不明。輾轉去到當代領導人(指毛澤東)手上，他憑借著此必勝石的力量，奇蹟不斷，多次在眼看會輸得一敗塗地的境地。反敗為勝，在不到三十年內。成為一千萬平方公里、數以億計人民的主宰，堪稱是20世紀全地球最大的贏家。
- 然而史上傳說有此石的人，似乎都贏了一時卻沒有贏永久，是否此石需要使用才有其效果，而人往往會在特定情勢下選擇不使用，所以從此觀之「必勝石」是否是存在之物。還是僅為世人的牽強穿鑿附會?

| 前任者： 108 傳說 | 衛斯理系列（按編號） 109 | 繼任者： 110 真實幻境 |